# Ревита
Ревита је дијететски производ на бази матичног млеча, која се користи као додатак исхрани. Намењена је очувању здравља и јачању имунитета у свим животним добима.
Јединствена формула напитка заснована на лиофилизованом матичном млечу креирана је 1994. године, од стране тима стручњака предузећа Алтамед из Београда. Производи се у апотекарској установи Екофарм, а контролише у надлежним заводима.
|  | Молимо Вас, обратите пажњу на важно упозорење у вези са темама из области медицине (здравља). |